# Rise of Dinos
Rise of Dinos é um jogo de estratégia de guerra desenvolvido pela NetEase em março de 2015, disponível para iOS e Android.

## Descrição
O jogo se baseia na construção de uma aldeia de dinossauros onde o objetivo é sobreviver a possível extinção iminente, com isso você precisa obter recursos e defender sua aldeia contra os oponentes. E a meta de obter o maior numero de troféus para ficar no topo do ranking da ilha ou para somar na pontuação de clãs.

## Introdução
O jogo começa com um simples tutorial para ensinar como controlar todos os movimentos dos seus heróis nas batalhas, também te ensina a como recolher os recursos, obstáculos, construir edifícios, torres, como atacar oponentes, ganhar pontos de experiência e etc. Os recursos permitem que você crie novas construções de ataque ou de defesa, além da possibilidade de colocar heróis no bunker. Cada construção, herói, guerreiro e aldeões possuem níveis.
Algumas construções, como exemplo: Prefeitura Dino, Lab. de Alquimia, Árvore Tecnológica, Armazém de moedas, Célula Solar, Castelo de Clã, Casa do Construtor, Mina, Coletor Solar entre outros.
Além dos citados a cima, existem também as construções de defesa, que basicamente são as Catapultas, Bunkers, Torre de Espadas Dino, Torre de Fogo Dino, Torre de Gelo Dino, Torre de Vento Dino, Torre de Raios, Torre de Hydra e a Torre de Magos Dino.
No começo da sua aldeia você só pode colocar algumas construções e assim que você vai aumentando o nível da sua prefeitura dino irá desbloqueando mais construções.

## Recursos[3]
O jogo existem três tipos de recursos:

## Moedas
Você pode obter moedas criando uma mina. As minas produzem moedas e você pode atualizar a mina para produzir mais moedas. Além de colher moedas você também precisa de um lugar para armazenar suas moedas, por isso você tem que criar um armazém de moedas, ela será sua tesouraria para armazenar todas suas preciosas moedas. Atualize seu armazém e assim você pode guardar mais moedas. Atualizando a sua Prefeitura você também pode aumentar a quantidade de moedas armazenadas.
É muito comum receber moedas como recompensa de missões diárias e invadindo oponentes em busca de recursos. Você também pode receber esse tipo de recompensa em algumas fases da Aventura e Aventura Selvagem.

## Energia Solar
Você pode obter Energia solar criando um coletor solar. Os coletores solares produzem energia solar e você pode atualizar o seu coletor solar para produzir mais energia solar. Além de colher energia solar você também precisa de uma Celula Solar, ela é uma máquina onde  você armazena a sua energia solar. Atualize o seu coletor solar e você poderá guardar mais energia solar. Atualizando a sua Prefeitura você também pode aumentar a quantidade de energia solar armazenadas.
De mesma forma que as moedas é muito comum você receber energia solar como recompensa de missões diárias e quando invade oponentes em busca de recursos.
Você também pode receber esse tipo de recompensa em algumas fases da Aventura e Aventura Selvagem.

## Gemas
Existem varias formas de obter gemas. Uma delas é a Árvore de gemas, ela tem uma produção diária de gemas. Atualize sua árvore de gemas e você poderá armazenar mais gemas, caso você não colete diariamente diariamente. Você também pode encontrar gemas limpando o terreno, você sempre encontra uma ou outra gema em baixo de um calcário, de uma samambaia ou pedra no seu terreno. Remova essa sujeira e você poderá encontrar algumas gemas.
Existe também a possibilidade de você realizar uma recarga no jogo e receber gemas pela recarga.
Um erro comum é receber as recompensas de missões diárias e abrir baus que dão recursos como moedas e energia solar já com o armazém cheio. Então fique de olho e evite para não pegar mais do que consegue carregar.